# Jazz at Ann Arbor
Jazz at Ann Arbor är ett livealbum från 1955 med Chet Baker Quartet. Det spelades in vid en konsert på University of Michigan i Ann Arbor i maj 1954. På cd-utgåvan finns fem bonusspår som spelades in på "Tiffany Club" i Los Angeles en månad senare.

## Låtlista
1. Announcement – 0:18
2. Line for Lyons (Gerry Mulligan) – 7:17
3. Lover Man (Jimmy Davis/Roger Ramirez/James Sherman) – 6:00
4. My Funny Valentine (Richard Rodgers/Lorenz Hart) – 5:27
5. Maid in Mexico (Russ Freeman) – 5:12
6. Stella by Starlight (Victor Young/Ned Washington) – 4:33
7. My Old Flame (Arthur Johnston/Sam Coslow) – 6:05
8. Headline (Jack Montrose) – 5:06
9. Russ Job (Russ Freeman) – 6:19

Bonusspår på cd-utgåvan från 2000
1. Zing Went the Strings of My Heart (James Hanley) – 6:04
2. My Little Suede Shoes (Charlie Parker) – 6:30
3. Line for Lyons (Gerry Mulligan) – 5:32
4. My Old Flame (Arthur Johnston/Sam Coslow) – 5:46
5. Everything Happens to Me (Matt Dennis/Tom Adair) – 5:20

## Medverkande
- Chet Baker – trumpet
- Russ Freeman – piano
- Carson Smith – bas
- Bob Neel – trummor